# Film con maggiori incassi in Italia

Logo di Avatar (2009), il film con il maggior incasso di sempre in Italia

Questa è la classifica dei film con maggiori incassi in Italia. Gli incassi sono espressi in euro, inoltre questa classifica non tiene conto del tasso d'inflazione e del sovrapprezzo delle uscite in 3D o IMAX.

## Classifica per incassi
La classifica sottostante, non corretta secondo il tasso d'inflazione, è aggiornata al 19 agosto 2025.
| Pos. | Film                                               | Anno | Incasso (€) |
| ---- | -------------------------------------------------- | ---- | ----------- |
| 1    | Avatar                                             | 2009 | 68675722    |
| 2    | Quo vado?                                          | 2016 | 65 365 676  |
| 3    | Sole a catinelle                                   | 2013 | 51 936 318  |
| 4    | Titanic                                            | 1997 | 51890733    |
| 5    | Inside Out 2                                       | 2024 | 46 530 579  |
| 6    | Tolo Tolo                                          | 2020 | 46 201 300  |
| 7    | Avatar - La via dell'acqua                         | 2022 | 44 798 567  |
| 8    | Che bella giornata                                 | 2011 | 43 474 047  |
| 9    | Il re leone                                        | 2019 | 37 514 561  |
| 10   | C'è ancora domani                                  | 2023 | 36 894 640  |
| 11   | Barbie                                             | 2023 | 32 168 412  |
| 12   | La vita è bella                                    | 1997 | 31 231 984  |
| 13   | Alice in Wonderland                                | 2010 | 30 400 685  |
| 14   | Avengers: Endgame                                  | 2019 | 30 282 131  |
| 15   | Benvenuti al Sud                                   | 2010 | 29 873 491  |
| 16   | L'era glaciale 3 - L'alba dei dinosauri            | 2009 | 29 694 180  |
| 17   | Joker                                              | 2019 | 29 671 973  |
| 18   | Bohemian Rhapsody                                  | 2018 | 29 079 056  |
| 19   | Il codice da Vinci                                 | 2006 | 28 678 463  |
| 20   | Oppenheimer                                        | 2023 | 28 575 430  |
| 21   | Chiedimi se sono felice                            | 2000 | 28 458 894  |
| 22   | Natale sul Nilo                                    | 2002 | 28 296 128  |
| 23   | Il ciclone                                         | 1996 | 28 085 461  |
| 24   | Harry Potter e la pietra filosofale                | 2001 | 27 183 576  |
| 25   | Benvenuti al Nord                                  | 2012 | 27 178 307  |
| 26   | Pinocchio                                          | 2002 | 26 197 231  |
| 27   | Fuochi d'artificio                                 | 1997 | 25 878 172  |
| 28   | Star Wars - Il risveglio della Forza               | 2015 | 25 551 439  |
| 29   | Inside Out                                         | 2015 | 25 387 868  |
| 30   | Madagascar 2                                       | 2008 | 25 091 565  |
| 31   | Spider-Man: No Way Home                            | 2021 | 25047985    |
| 32   | Il paradiso all'improvviso                         | 2003 | 24 954 192  |
| 33   | Natale a Rio                                       | 2008 | 24 678 792  |
| 34   | Natale a New York                                  | 2006 | 23 559 371  |
| 35   | Minions                                            | 2015 | 23 477 837  |
| 36   | Natale in crociera                                 | 2007 | 23 461 775  |
| 37   | Il Signore degli Anelli - Il ritorno del re        | 2003 | 23331510    |
| 38   | Il Signore degli Anelli - La Compagnia dell'Anello | 2001 | 22790222    |
| 39   | Così è la vita                                     | 1998 | 22 522 708  |
| 40   | Lilo & Stitch                                      | 2025 | 22 347 663  |
| 41   | Harry Potter e i Doni della Morte - Parte 2        | 2011 | 22 306 475  |
| 42   | La leggenda di Al, John e Jack                     | 2002 | 22 262 559  |
| 43   | Mufasa - Il re leone                               | 2024 | 22 246 541  |
| 44   | Madagascar 3 - Ricercati in Europa                 | 2012 | 21 912 434  |
| 45   | Alla ricerca di Nemo                               | 2003 | 21 857 887  |
| 46   | Il Signore degli Anelli - Le due torri             | 2002 | 21649997    |
| 47   | La banda dei Babbi Natale                          | 2010 | 21 479 687  |
| 48   | Harry Potter e la camera dei segreti               | 2002 | 21 468 201  |
| 49   | Oceania 2                                          | 2024 | 21 307 352  |
| 50   | Natale a Miami                                     | 2005 | 21 249 460  |

## Classifica per spettatori

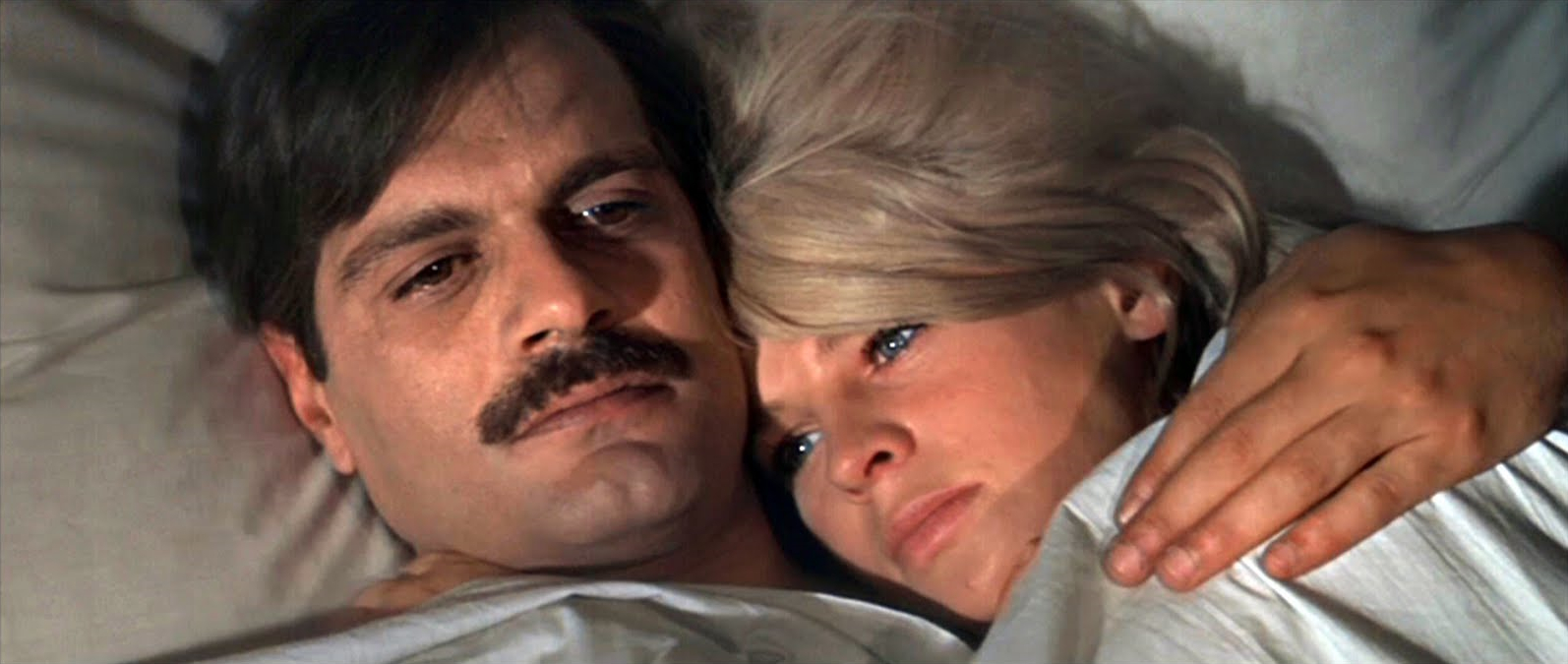
Una scena de Il dottor Živago (1965), il film con il maggior numero di spettatori di sempre in Italia

Questa classifica elenca i film con il maggior numero di spettatori nelle sale cinematografiche. In seguito alle polemiche scoppiate sui prezzi dei biglietti maggiorati per Quo vado?, Paolo Fiorelli della rivista TV Sorrisi e Canzoni, con l'aiuto della Siae, ha rivelato la classifica dei biglietti staccati per tutti i film prodotti o co-prodotti in Italia dal 1950 al 2016.
| Pos. | Film                                        | Anno | Spettatori |
| ---- | ------------------------------------------- | ---- | ---------- |
| 1    | Il dottor Živago                            | 1965 | 22 900 000 |
| 2    | Il padrino                                  | 1972 | 21 827 533 |
| 3    | I dieci comandamenti                        | 1956 | 16 800 000 |
| 4    | Agente 007 - Missione Goldfinger            | 1964 | 15 800 000 |
| 5    | Guerra e pace                               | 1956 | 15 707 723 |
| 6    | Ultimo tango a Parigi                       | 1972 | 15 623 773 |
| 7    | Ben-Hur                                     | 1959 | 15 400 000 |
| 8    | Per un pugno di dollari                     | 1964 | 14 797 275 |
| 9    | ...continuavano a chiamarlo Trinità         | 1971 | 14 554 172 |
| 10   | Per qualche dollaro in più                  | 1965 | 14 543 161 |
| 11   | Agente 007 - Thunderball (Operazione tuono) | 1965 | 14 100 000 |
| 12   | Titanic                                     | 1997 | 13883668   |
| 13   | La dolce vita                               | 1960 | 13 617 148 |
| 14   | Don Camillo                                 | 1952 | 13 215 653 |
| 15   | Ulisse                                      | 1954 | 13 170 322 |
| 16   | Il Gattopardo                               | 1963 | 12 850 375 |
| 17   | L'amore è una cosa meravigliosa             | 1955 | 12 600 000 |
| 18   | La donna più bella del mondo                | 1955 | 12 592 231 |
| 19   | Malizia                                     | 1973 | 11 756 327 |
| 20   | Marcellino pane e vino                      | 1955 | 11 559 217 |
| 21   | Il buono, il brutto, il cattivo             | 1966 | 11 364 221 |
| 22   | Il giorno più lungo                         | 1962 | 11 300 000 |
| 23   | ...altrimenti ci arrabbiamo!                | 1974 | 11 246 906 |
| 24   | La Bibbia                                   | 1966 | 11 245 980 |
| 25   | Il Decameron                                | 1971 | 11 167 557 |
| 26   | La tempesta                                 | 1958 | 11 121 071 |
| 27   | Cleopatra                                   | 1963 | 10 945 000 |
| 28   | La grande guerra                            | 1959 | 10 783 742 |
| 29   | Pane, amore e fantasia                      | 1953 | 10 632 926 |
| 30   | E.T. l'extra-terrestre                      | 1982 | 10 585 298 |
| 31   | Serafino                                    | 1968 | 10 529 941 |
| 32   | Amici miei                                  | 1975 | 10 467 254 |
| 33   | Da qui all'eternità                         | 1953 | 10 450 000 |
| 34   | Pane, amore e gelosia                       | 1954 | 10 429 417 |
| 35   | Novecento                                   | 1976 | 10 359 326 |
| 36   | Spartacus                                   | 1960 | 10 300 000 |
| 37   | La vita è bella                             | 1997 | 10 244 735 |
| 38   | Rocco e i suoi fratelli                     | 1960 | 10 220 365 |
| 39   | Matrimonio all'italiana                     | 1964 | 10 180 536 |
| 40   | ...più forte ragazzi!                       | 1972 | 10 085 447 |
| 41   | El Cid                                      | 1961 | 10 064 092 |
| 42   | I quattro dell'Ave Maria                    | 1968 | 9 966 497  |
| 43   | Quo vado?                                   | 2016 | 9 964 606  |
| 44   | Il medico della mutua                       | 1968 | 9 907 701  |
| 45   | Nell'anno del Signore                       | 1969 | 9 901 145  |
| 46   | Per grazia ricevuta                         | 1971 | 9 590 432  |
| 47   | Dio perdona... io no!                       | 1967 | 9 424 694  |
| 48   | King Kong                                   | 1976 | 9 400 000  |
| 49   | Ieri, oggi, domani                          | 1963 | 9 344 037  |
| 50   | Lo squalo                                   | 1975 | 9 300 000  |